# Nettleton (Mississipi)
Nettleton és una població dels Estats Units a l'estat de Mississipi. Segons el cens del 2000 tenia 1.932 habitants.

## Demografia
Segons el cens del 2000, Nettleton tenia 1.932 habitants, 794 habitatges, i 546 famílies. La densitat de població era de 276,3 habitants per km².
Dels 794 habitatges en un 31,5% hi vivien nens de menys de 18 anys, en un 47,5% hi vivien parelles casades, en un 17,5% dones solteres, i en un 31,2% no eren unitats familiars. En el 28,8% dels habitatges hi vivien persones soles el 14,9% de les quals corresponia a persones de 65 anys o més que vivien soles. El nombre mitjà de persones vivint en cada habitatge era de 2,43 i el nombre mitjà de persones que vivien en cada família era de 3.
Per edats la població es repartia de la següent manera: un 26,3% tenia menys de 18 anys, un 8,1% entre 18 i 24, un 26,8% entre 25 i 44, un 23,9% de 45 a 60 i un 14,9% 65 anys o més.
L'edat mediana era de 37 anys. Per cada 100 dones de 18 o més anys hi havia 76,7 homes.
La renda mediana per habitatge era de 25.951 $ i la renda mediana per família de 31.510 $. Els homes tenien una renda mediana de 26.220 $ mentre que les dones 18.974 $. La renda per capita de la població era de 12.006 $. Entorn del 16,8% de les famílies i el 20,8% de la població estaven per davall del llindar de pobresa.

## Poblacions més properes
El següent diagrama mostra les poblacions més properes.